# سایوست (نیویورک)
سایوست (به انگلیسی: Syosset) یک منطقهٔ مسکونی در ایالات متحده آمریکا است که در شهرستان نساو، نیویورک واقع شده‌است. سایوست ۱۲٫۹ کیلومتر مربع مساحت و ۱۸٬۸۲۹ نفر جمعیت دارد و ۶۶ متر بالاتر از سطح دریا واقع شده‌است.